# Norops trachyderma
Norops trachyderma este o specie de șopârle din genul Norops, familia Polychrotidae, descrisă de Cope 1876. Conform Catalogue of Life specia Norops trachyderma nu are subspecii cunoscute.